# Nicolás Olivera
Andrés Nicolás ("Nico") Olivera (Montevideo, 30 mei 1978) is een profvoetballer uit Uruguay, die sinds 2011 als aanvaller onder contract staat bij Defensor Sporting Club. Hij speelde eerder clubvoetbal in onder meer Spanje en Mexico. Olivera werd in 1997 verkozen tot beste speler bij het WK –20 jaar 1997 in Maleisië.

## Interlandcarrière
Olivera speelde in totaal 28 officiële interlands (acht doelpunten) voor zijn vaderland Uruguay in de periode 1997-2006. Hij maakte zijn debuut op 13 december 1997 in de FIFA Confederations Cup-wedstrijd tegen de Verenigde Arabische Emiraten (2-0), net als Claudio Flores (Peñarol), Pablo García (Montevideo Wanderers) en Marcelo Zalayeta (Peñarol). Olivera nam met Uruguay eenmaal deel aan de WK-eindronde: 2002.
| Interlanddoelpunten | Interlanddoelpunten | Interlanddoelpunten | Interlanddoelpunten   | Interlanddoelpunten | Interlanddoelpunten | Interlanddoelpunten | Interlanddoelpunten |
| #                   | Datum               | Locatie             | Wedstrijd             | Goal(s)             | Score               | Uitslag             | Wedstrijd           |
| ------------------- | ------------------- | ------------------- | --------------------- | ------------------- | ------------------- | ------------------- | ------------------- |
| 1                   | 13/12/1997          | Riyad               | Uruguay – VA Emiraten | 45'                 | 1 – 0               | 2 – 0               | Confederations Cup  |
| 2                   | 15/12/1997          | Riyad               | Tsjechië – Uruguay    | 26'                 | 0 – 1               | 1 – 2               | Confederations Cup  |
| 3                   | 24/05/1998          | Santiago            | Chili – Uruguay       | 63' (pen.)          | 2 – 1               | 2 – 2               | Oefeninterland      |
| 4                   | 18/07/1999          | Montevideo          | Uruguay – Venezuela   | 30'                 | 1 – 1               | 3 – 1               | WK-kwalificatie     |
| 5                   | 18/07/1999          | Montevideo          | Uruguay – Venezuela   | 90'                 | 3 – 1               | 3 – 1               | WK-kwalificatie     |
| 6                   | 03/09/2000          | Montevideo          | Uruguay – Ecuador     | 50'                 | 3 – 0               | 4 – 0               | WK-kwalificatie     |
| 7                   | 28/02/2001          | Koper               | Slovenië – Uruguay    | 20'                 | 0 – 1               | 0 – 2               | Oefeninterland      |
| 8                   | 07/11/2001          | Quito               | Ecuador – Uruguay     | 44' (pen.)          | 0 – 1               | 1 – 1               | WK-kwalificatie     |